# Piotr Kajetan Stadnicki
Piotr Kajetan Stadnicki (zm. w 1791 roku) – rotmistrz chorągwi 5. Brygady Kawalerii Narodowej.
Syn Franciszka Ksawerego Był kawalerem Orderu Świętego Stanisława.